# Гиттин (трактат)
«Гиттин», или «Гитин», др.-евр. גיטין‬, gitin (мн. ч. от גט‬, «гет» — «документ», «акт», «разводное письмо») — трактат в Мишне, Тосефте, Вавилонском и Иерусалимском Талмуде, в разделе Нашим («Женщины»). Главной темой трактата является проведение бракоразводной процедуры в иудаизме и, в частности, оформление разводного письма («гета») — документа, выдаваемого бывшим мужем бывшей жене при таком разводе.

## Предмет рассмотрения
О праве супругов на развод и о порядке его оформления закон Моисея упоминает мимоходом, как о само собой разумеющемся факте:

Если кто возьмет жену и сделается ее мужем, и она не найдет благоволения в глазах его, потому что он находит в ней что-нибудь противное, и напишет ей разводное письмо, и даст ей в руки, и отпустит ее из дома своего, и она выйдет из дома его, пойдет, и выйдет за другого мужа, но и сей последний муж возненавидит ее и напишет ей разводное письмо, и даст ей в руки, и отпустит ее из дома своего, или умрет сей последний муж ее, взявший ее себе в жену, — то не может первый ее муж, отпустивший ее, опять взять ее себе в жену, после того как она осквернена, ибо сие есть мерзость пред Господом [Богом твоим], и не порочь земли, которую Господь Бог твой дает тебе в удел.
— Втор. 24:1—4
Словами «разводное письмо» в синодальном переводе Библии передано выражение ספר כריתת (сефер критут — буквально «свиток разрыва»). Слово «гет» стало использоваться позже, оно имеет ассиро-вавилонское происхождение, в широком смысле слова оно означало любой письменный документ, в узком смысле стало обозначать разводное письмо. Когда в контексте надо было отличить разводное письмо от прочих документов, применялось выражение «женский гет» (גט אישה). Порядку оформления разводного письма придавалось большое значение, так в случае ошибки при оформлении последующий брак разведённой жены мог быть признан незаконным со всеми вытекающими последствиями.

## Содержание
Трактат «Гиттин» в Мишне состоит из 9 глав и 75 параграфов.
- Глава первая допускает передачу гета (а также, по аналогии — вольной грамоты для раба) через посланца.[1] Вводится правило, что если отправитель или получатель документа находится вне Палестины, то посланец должен присутствовать при его написании и подписании и быть в состоянии это засвидетельствовать; в противном случае требуется удостоверение подписей лиц, подписавших документ.
- Глава вторая определяет порядок написания и удостоверения гета: когда, чем, на каком материале допускается его писать, и кто может выступать в роли посланца при передаче.
- Глава третья обсуждает проблемы, которые могут возникнуть при передаче гета, например, если посланец заболел или потерял документ. Вводится правило от том, что гет обязательно пишется «во имя» жены, то есть нельзя, например, использовать для развода гет, написанный в качестве школьного упражнения, даже если имена супругов в нём совпадают с реальными. Обсуждается возможность написания документов на заранее заготовленных бланках.
- Глава четвёртая начинает с вопроса, в каком случае допускается аннулирование написанного гета. Упоминается постановление раббана Гамалиила, который запретил объявлять гет недействительным без присутствия жены или посланца: объясняется, что этого установлено «ради мирового порядка» (מפני תקון העולם). Далее, по характерной для Талмуда ассоциации идей, рассматриваются другие постановления, введённые «ради мирового порядка», то есть не потому, чтобы они прямо следовали из Торы, но чтобы не провоцировали нарушение законов и общественное неблагоустройство.
- Глава пятая, отклоняясь от основной темы трактата, продолжает перечень разнообразных постановлений, вынесенных «ради мирового порядка»: например, правило о том, что повреждения возмещаются из лучшего имущества, долг — из посредственного, а кетуба — из худшего.
- Глава шестая описывает сложные случаи, которые могут возникнуть при выдаче поручения о написании гета и при его передаче.
- Глава седьмая посвящена гетам, выданным с условием. Допущение выдачи таких гетов приводит к большому количеству сложных случаев, которые здесь и рассматриваются.
- Глава восьмая приводит случаи недействительности гетов; например, недействителен «старый гет» (גט ישן), после написания которого муж и жена оставались наедине.[1]
- Глава девятая устанавливает форму написания гета; установлено, что в нём дожна присутствовать фраза «ты дозволена для всякого человека» (הרי את מותרת לכל אדם). Трактат заканчивается спором между школами Шаммая и Гиллеля, по какой причине можно давать развод жене. Первая учила: «человек не должен разводиться с женой, разве что он заметит в её поведении что-либо прелюбодейное» (ערוה); школа же Гиллеля учила: «…даже если она сожгла его обед». Рабби Акиба, наконец, говорит: «даже если он нашёл другую, более красивую». Большинство комментаторов понимает выражение «сожгла его обед» в буквальном смысле. Следует, однако, обратить внимание, что выражение «сожигать свой обед публично» употребляется в талмудической литературе в смысле «вести себя непристойно», «пренебрегать общественным мнением».[1]

## Затрагиваемые темы
Гемара, как иерусалимская, так и вавилонская, конкретизирует правила, излагаемые в Мишне. Палестинская Гемара сравнительно более сжата и содержит лишь немного отступлений; вавилонская же Гемара по большей части многословнее и часто прерывает аргументацию агадами.
Среди агад в вавилонском Талмуде есть также описание последней борьбы еврейского народа с римлянами (55б — 58а). Оно начинается замечанием рабби Иоханана, что стих «Блажен человек, который всегда осторожен; кто же ожесточает сердце своё, тот попадает в беду» (Псал. 28:14) учит соблюдать величайшую осторожность в действиях, так как и ничтожные причины могут повести к чрезвычайно значительным последствиям. Так, например:
- разрушение Иерусалима было результатом приглашения на пир по недоразумению Бар-Камцы вместо Камцы;
- разрушение Тур-Малки («Царская гора»[3]) произошло благодаря петуху и курице и т. д.

В последующие рассказы вплетено много преданий, среди которых:
- легенда ο том, как император Нерон, не желая стать бичом в руках Бога для разрушения Его храма, бежал и принял еврейство (Гиттин, 56а),
- предание ο семи сыновьях одной матери, приведённых вместе с ней к императору, — рассказ, очень похожий на имеющийся в 2Мак. 7. Интересен в талмудической версии финал рассказа, где мать говорит седьмому сыну: «Иди и скажи праотцу Аврааму: ты хотел принести Богу в жертву одного своего сына, а моя мать принесла их целых семь» (57б).[1]

При рассмотрении первой мишны седьмой главы Вавилонский Талмуд посвящает довольно значительное место патологии (67б — 70б).